# Jean-Delphin Alard
Jean-Delphin Alard (ur. 8 marca 1815 w Bajonnie, zm. 22 lutego 1888 w Paryżu) – francuski kompozytor i skrzypek.

## Życiorys
Ukończył Konserwatorium Paryskie, gdzie jego nauczycielami byli François-Antoine Habeneck i François Fétis. Debiutował jako skrzypek w 1831 roku z orkiestrą Société des Concerts. Aktywny przez pewien czas jako solista, w 1840 roku został członkiem kapeli królewskiej, a w 1842 roku jej pierwszym skrzypkiem. Od 1853 roku pełnił tę samą funkcję w kapeli cesarskiej. W latach 1843–1875 był wykładowcą Konserwatorium Paryskiego. Jednym z jego uczniów był Pablo Sarasate.
W 1850 roku został odznaczony Legią Honorową.
W jego posiadaniu było aż sześcioro wartościowych skrzypiec: „Alard” Amatiego z 1649, „Alard, Baron Knoop” Stradivariego z 1715, „Messiah, Messie, Salabue” Stradivariego z 1702, „Artot, Alard” Stradivariego z 1727, „Alard” Guarneriego z 1742, i skrzypce Vuillaume’a z 1871.

## Twórczość
Komponował utwory na skrzypce: koncerty, fantazje koncertowe, duety i etiudy. Wydał antologię muzyki skrzypcowej XVIII i XIX wieku Maîtres classiques du violon (Moguncja 1863) oraz pracę L’école du violon (Paryż 1848).